# Sylvi Visapää
Sylvi Ragna Margareta Visapää (till 1937 Backberg), född 29 juni 1902 i Raumo, död 21 september 1995 i Helsingfors, var en finländsk scoutledare.
Visapää, som var dotter till ingenjör Adolf D. Backberg och Nini Malmström, blev student 1920 och ekonom 1922. Hon studerade vid Saint Colm's College i Edinburgh 1929–1930 och vid College of Chinese Studies i Peking 1931–1932. Hon var bokhållare hos O.J. Dahlberg Ab 1922–1928, skolungdomssekreterare i Finlands kristliga studentförbund 1930–1931, missionär för Kina-Finlands missionssällskap i Hunan 1931–1937, sekreterare i Finlands kristliga studentförbund 1938–1943, beredskapschef för Kvinnornas arbetsberedskapsförbund 1943–1945 och generalsekreterare för Förbundet av Finlands KFUK från 1946. Hon var unionschef för Finlands flickscoutunion 1943–1951, medlem i Flickscouternas världskommitté 1946–1952, ordförande 1950–1952 och vicepresident i KFUK:s världsförbund 1951–1963.